# Rue Pierre-Joigneaux
La rue Pierre-Joigneaux est un des axes principaux de Bois-Colombes reliant cette ville à La Garenne-Colombes et à Asnières-sur-Seine.

## Situation et accès

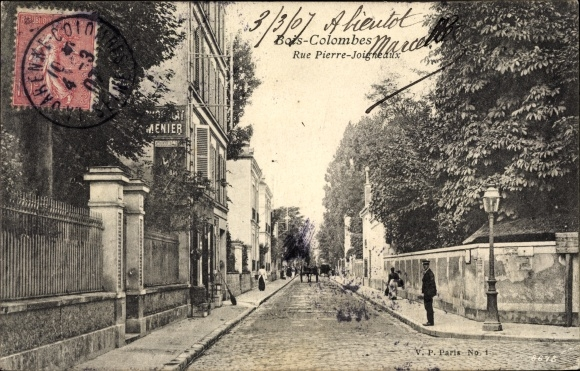
La rue Pierre-Joigneaux en 1907.

Orientée d'Est en Ouest, cette rue rencontre notamment l'avenue Chevreul, la rue Henry-Litolff et la rue du Moulin-Bailly.

## Origine du nom
Elle porte le nom du journaliste et homme politique Pierre Joigneaux, qui résida au n° 13 (alors rue de la Procession), jusqu'à son décès en 1892.

## Historique
Cette rue s'appelait « rue de la Procession » jusqu'en 1901.

## Bâtiments remarquables et lieux de mémoire
- Marché des Vallées[3]
- Coulée verte de Colombes, ancienne voie ferrée recyclée en espace vert